# 茉莉果属
茉莉果属（学名：Parastyrax）是安息香科下的一个属，为乔木植物。该属共有茉莉果（Parastyrax lacei）等3种，分布于缅甸和中国云南南部。